# 小行星25966
小行星25966（25966 Akhilmathew）是一颗绕太阳运转的小行星，为主小行星带小行星。该小行星于2001年3月20日发现。

## 轨道参数
小行星25966的轨道半长轴为378 071 454 km，2.5272156 UA，离心率为0.050。